# Butch Reed
Butch Reed, geboren als Bruce Reed (Warrensburg (Missouri), 11 juli 1954 - 5 februari 2021) was een Amerikaans professioneel worstelaar die vooral bekend is van zijn tijd bij World Wrestling Federation, National Wrestling Alliance en World Championship Wrestling.
Hij is op 66-jarige leeftijd overleden door hartproblemen.

## In het worstelen
- Finishers
  - Gorilla press slam

- Signature moves
  - Backbreaker
  - Double underhook suplex
  - Short-arm clothesline

- Managers
  - Theodore Long
  - Hiro Matsuda
  - Slick
  - Woman

## Prestaties
- Central States Wrestling
  - NWA Central States Tag Team Championship (1 keer met Jerry Roberts)

- Championship Wrestling from Florida
  - NWA International Heavyweight Championship (1 keer; heerschappij niet erkend in Japan)
  - NWA North American Tag Team Championship (1 keer met Sweet Brown Sugar)

- Global Wrestling Federation
  - GWF North American Heavyweight Championship (1 keer)

- Mid-South Wrestling Association
  - Mid-South North American Heavyweight Championship (3 keer)
  - Mid-South Tag Team Championship (1 keer met Jim Neidhart)
  - Mid-South Television Championship (1 keer)

- Mid-States Wrestling
  - MSW Heavyweight Championship (1 keer)

- Missouri Wrestling Federation / Midwest Wrestling Federation
  - MWF Heavyweight Championship (1 keer)

- United States Wrestling Association
  - USWA Unified World Heavyweight Championship (1 keer)

- World Championship Wrestling
  - NWA World Tag Team Championship (1 keer met Ron Simmons)
  - WCW World Tag Team Championship (1 keer met Ron Simmons)

- World League Wrestling
  - WLW Heavyweight Championship (1 keer)